# Centralteatret

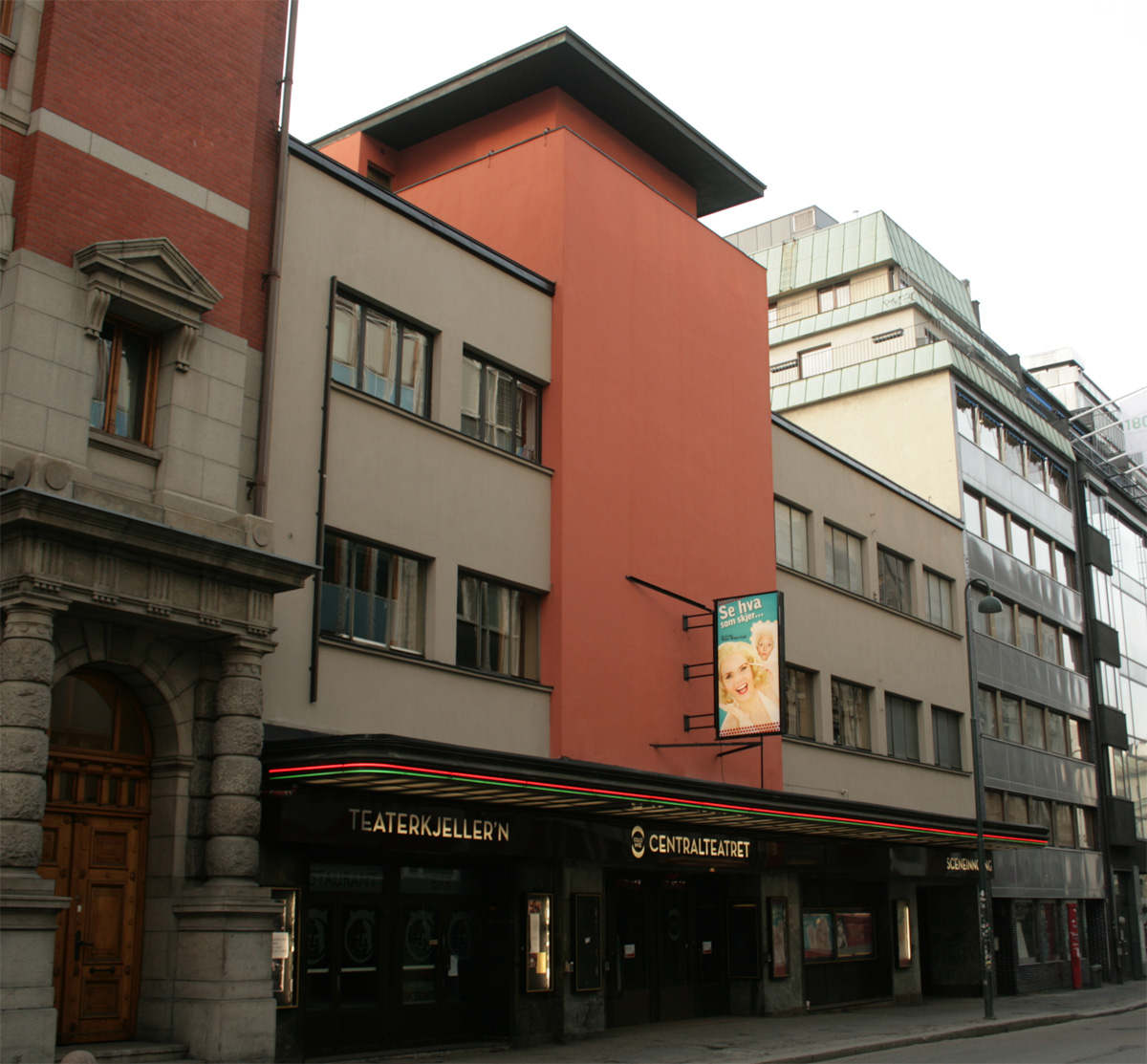
Centralteatret.

Centralteatret är en privatteater i Oslo.
Teatern öppnades 1897 av Johan och Alma Fahlstrøm i ölhallen Alhambras tidigare lokaler. 1899–1902 drevs den av Rudolf Rasmussen, och från 1902 till sin död 1928 var Harald Otto teaterns ledare och ägare. Hans son, Reidar Otto, meddirektör från 1919, drev den senare, och hans son, Harald Ottho gick in som meddirektör 1938. Familjen Otto drev teatern till 1959; åren 1931–1934 var den uthyrd till Det Norske Teatret åtta månader om året.
Under Harald Ottos ledning gav otaliga lustspel och operetter teatern en solid ekonomisk grund, samtidigt som teatern spelade ny norsk dramatik, från Gunnar Heiberg till Ronald Fangen, och ett flertal norska författare fick för första gången sina verk framförda här. Men framför allt fick Centralteatret både konstnärlig och ekonomisk framgång med sina Ibsen-uppsättningar.
På 1930-talet drev Reidar Otto Centralteatret som en god underhållningsteater, där särskilt Finn Bøs sommarspel gjorde lycka. Efterhand lades tonvikten på moderna och klassiska operetter, revyaktiga sommarspel och norska och utländska lustspel. Av och till gav Centralteatern också mer allvarliga skådespel, som August Strindbergs Påsk.
1959 dog Reidar Otto, och Harald Ottho blev ensam direktör. Från 1 september samma år använde Nationaltheatret Centralteatret som biscen under namnet Lille Scene. 1962 tog Jens Book Jenssen över, och från 1963 använde NRK teatern som tv-studio. Sedan 1971 har Centralteatret varit biscen för Oslo Nye Teater.